# KazTransCom
KazTransCom (KTC) ist ein Telekommunikationsunternehmen aus Kasachstan mit Sitz in Almaty. Es ist an der kasachischen Börse gelistet.
Es ist ein Tochterunternehmen des staatlichen kasachischen Mineralölunternehmens KazMunayGas. Das Unternehmen wurde 2001 durch die Fusion der drei Unternehmen CaspiMunayBailanys, Aktjubneftesviaz und Bailanys geschaffen. Das Unternehmen hat Filialen in den kasachischen Großstädten Atyrau, Aqtau, Oral, Aqtöbe, Astana, Almaty und Pawlodar. Die größten Kunden sind KazMunayGas, Intergas Central Asia und KazTransOil.